# Hans Ulrich von Schaffgotsch
Hans Ulrich von Schaffgotsch, Jan Ulryk Schaffgotsch zwany Semperfrei "zawsze wolny" (ur. 1595 w Gryfowie Śląskim, zm. 23 lipca 1635 w Ratyzbonie) – dowódca wojsk habsburskich w wojnie trzydziestoletniej, generał cesarski w służbie Albrechta von Wallensteina.

## Życiorys

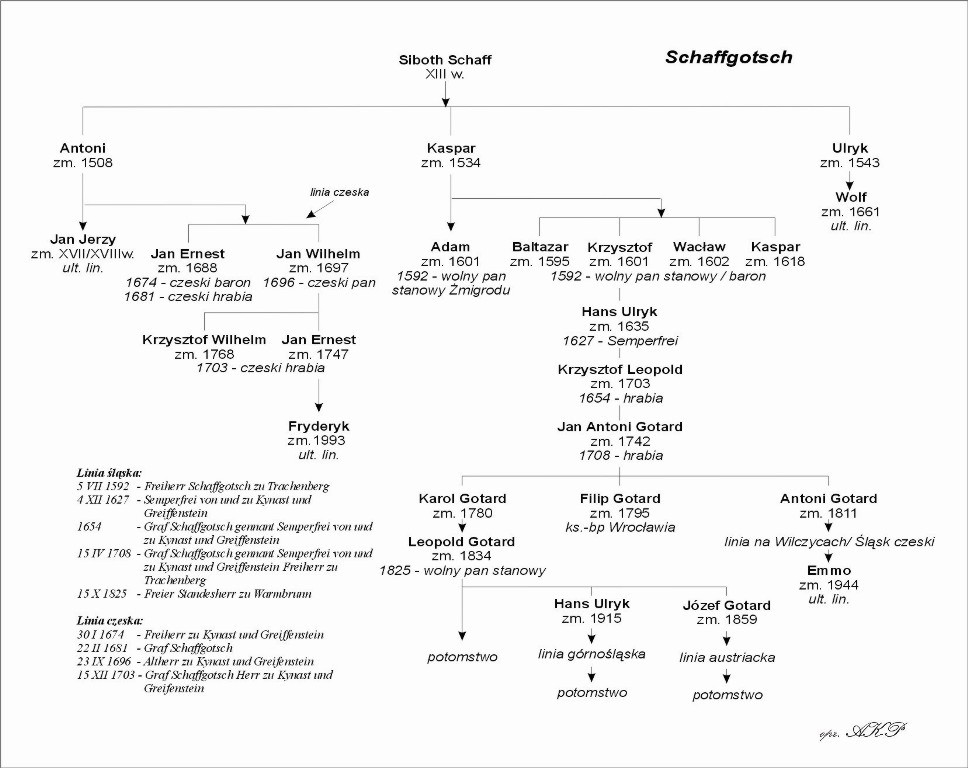
Główne linie rodu Schaffgotsch

Syn Krzysztofa i Eleonory von Promnitz. Pochodził ze znanego na Śląsku szlacheckiego rodu Schaffgotschów. W młodości studiował w Tybindze, Altdorf bei Nürnberg i Lipsku. Po zwyczajowej w owym czasie podróży kawalerskiej po zachodniej Europie powrócił na Śląsk, gdzie w 1614 przejął ojcowskie dobra i majątki ze żmigrodzkim państwem stanowym na czele. Rok później, jako przedstawiciel śląskich stanów, posłował do Pragi na dwór królewski. Jego żoną została Barbara Agnieszka, córka Joachima Fryderyka, piastowskiego księcia legnicko-brzeskiego.
19 października 1633 został mianowany na stopień generała kawalerii.
Podczas wojny trzydziestoletniej pozostał najwierniejszym przyjacielem Wallensteina. Gdy Wallenstein w 1634 nawiązał tajne rokowania z protestantami, aby z ich poparciem zdetronizować Habsburgów i objąć władzę w Czechach, Schaffgotsch stanął po jego stronie. Nie opuścił przyjaciela nawet wtedy, gdy sprawa była właściwie przegrana, bo spisek wykryto, a Wallensteina skrytobójczo zamordowano. Mimo iż większość oficerów z armii Wallensteina poddała się cesarzowi, Schaffgotsch podniósł w Opawie bunt i wznosił antycesarskie okrzyki. Bunt został szybko stłumiony, a Hansa Ulryka Schaffgotscha zatrzymano i uwięziono w twierdzy kłodzkiej. Później przewieziono go do Wiednia, torturowano i więziono w coraz cięższych warunkach. Skazano go na karę śmierci, a dobra Schaffgotschów zostały w dużej części skonfiskowane. Egzekucję wykonano 23 lipca 1635 w Ratyzbonie.
Ród Schaffgotschów zdołał w późniejszych latach odzyskać względy cesarskie i część swoich majątków (m.in. zamek Chojnik), jednak niektóre z nich przeszły już na stałe w ręce innych rodów (np. Żmigród, przejęty przez Melchiora von Hatzfeldta).

## Genealogia
| Jerzy II brzeski ur. 18 VII 1523 zm. 7 V 1586 | Jerzy II brzeski ur. 18 VII 1523 zm. 7 V 1586 |                                                                  |                                                                  | Barbara Hohenzollern 1) ur. 10 VIII 1527 zm. 2 I 1595 | Barbara Hohenzollern 1) ur. 10 VIII 1527 zm. 2 I 1595 |  |  | Joachim Ernest ks. Anhaltu ur. 21 X 1536 zm. 6 (16) XII 1586 | Joachim Ernest ks. Anhaltu ur. 21 X 1536 zm. 6 (16) XII 1586 |                                                   |                                                   | Agnieszka hr. Barby ur. 23 VI 1540 zm. 27 XI 1569 | Agnieszka hr. Barby ur. 23 VI 1540 zm. 27 XI 1569 |
|                                               |                                               |                                                                  |                                                                  |                                                       |                                                       |  |  |                                                              |                                                              |                                                   |                                                   |                                                   |                                                   |
|                                               |                                               |                                                                  |                                                                  |                                                       |                                                       |  |  |                                                              |                                                              |                                                   |                                                   |                                                   |                                                   |
|                                               |                                               | Joachim Fryderyk legnicko-brzeski ur. 29 IX 1550 zm. 25 III 1602 | Joachim Fryderyk legnicko-brzeski ur. 29 IX 1550 zm. 25 III 1602 |                                                       |                                                       |  |  |                                                              |                                                              | Anna Maria Anhalcka ur. 13 VI 1561 zm. 11 XI 1605 | Anna Maria Anhalcka ur. 13 VI 1561 zm. 11 XI 1605 |                                                   |                                                   |
|                                               |                                               |                                                                  |                                                                  |                                                       |                                                       |  |  |                                                              |                                                              |                                                   |                                                   |                                                   |                                                   |
|                                               |                                               |                                                                  |                                                                  |                                                       |                                                       |  |  |                                                              |                                                              |                                                   |                                                   |                                                   |                                                   |
|                                               |                                               |                                                                  |                                                                  |                                                       |                                                       |  |  |                                                              |                                                              |                                                   |                                                   |                                                   |                                                   |

|                                                  |                                                | Hans Ulrich von Schaffgotsch ur. 28 VIII 1595 zm. 23 VII 1635 OO 18 X 1620 | Hans Ulrich von Schaffgotsch ur. 28 VIII 1595 zm. 23 VII 1635 OO 18 X 1620 | Barbara Agnieszka brzeska ur. 24 II 1593 zm. 24 VII 1631 | Barbara Agnieszka brzeska ur. 24 II 1593 zm. 24 VII 1631 |                                           |                                           |                                   |                                   |
|                                                  |                                                |                                                                            |                                                                            |                                                          |                                                          |                                           |                                           |                                   |                                   |
|                                                  |                                                |                                                                            |                                                                            |                                                          |                                                          |                                           |                                           |                                   |                                   |
|                                                  |                                                |                                                                            |                                                                            |                                                          |                                                          |                                           |                                           |                                   |                                   |
| Anna Elżbieta 2) ur. 11 II 1622 zm. 11 IV 1650   | Anna Elżbieta 2) ur. 11 II 1622 zm. 11 IV 1650 | Krzysztof Leopold ur. 8 IV 1623 zm. 30 VI 1703                             | Krzysztof Leopold ur. 8 IV 1623 zm. 30 VI 1703                             | Hans Ulryk 3) ur. 19 VI 1624 zm. 2 VI 1660               | Hans Ulryk 3) ur. 19 VI 1624 zm. 2 VI 1660               | Jerzy Rudolf ur. 17 I 1626 zm. 15 IV 1630 | Jerzy Rudolf ur. 17 I 1626 zm. 15 IV 1630 | Adam Gotard ur. 7 X 1627 zm. 1641 | Adam Gotard ur. 7 X 1627 zm. 1641 |
|                                                  |                                                |                                                                            |                                                                            |                                                          |                                                          |                                           |                                           |                                   |                                   |
| Gotard Franciszek 4) ur. 7 VII 1629 zm. 4 V 1668 |                                                |                                                                            |                                                                            |                                                          |                                                          |                                           |                                           |                                   |                                   |

| 1. córka elektora brandenburskiego Joachima II Hektora i Magdaleny Wettyn 2. żona wojewody malborskiego Jakuba Wejhera, założyciela Wejherowa 3. otrzymał polski indygenat w 1652 r. 4. genealog, badacz związków rodu Schaffgotschów z dynastiami europejskimi, kanonik wrocławski |